# Gustav Beer
Gustav Beer, también conocido como Gustave Beer y G. W. Wheatley (16 de junio de 1888-26 de julio de 1983) fue un escritor y libretista austriacoestadounidense.

## Biografía
Nacido en Viena, Austria, Gustav Beer se formó en su ciudad natal. Desarrolló su trayectoria como libretista de operetas principalmente en Berlín y Viena, y trabajó con compositores como Edmund Eysler, Eduard Künneke, Robert Stolz y Oscar Straus, así como con libretistas como Julius Brammer y Ernst Marischka. 
Tras producirse el Anschluss, Beer emigró a los Estados Unidos vía Holanda y Reino Unido en 1939. Asentado en la ciudad de Nueva York, siguió en la misma su carrera como libretista. Junto a Emmerich Kálmán fundó la "American League of Authors and Composers from Austria including Publishers (Liga americana de autores y compositores austriacos, incluyendo editores)", y se comprometió en prestar ayuda a los emigrantes austriacos.
Gustav Beer falleció en Nyack, Nueva York, en el año 1983.

## Obras
- 1914 : Das Narrenhaus. Opereta en un acto de Gustav Beer y Ernst Marischka, música de Hans Cesek. Karczag, Viena
- 1916 : Die Millionengretl. Opereta en tres actos de Gustav Beer y Alfred Deutsch-German. Música de Franz Schönbaumsfeld. Karczag, Viena
- 1920 : Der König heiratet. De Gustav Beer y Ernst Marischka. Música de Edmund Eysler. Sperling, Viena
- 1924 : Der Hampelmann. Vodevil-Opereta en 3 actos. Texto de Gustav Beer y Fritz Lunzer. Música de Robert Stolz. Drei Masken-Verlag, Berlín
- 1925 : Die blonde Sphinx. Opereta en 3 actos de Gustav Beer y Emmerich Földes. Música de Max Niederberger. Bürgertheaterverlag, Viena
- 1925 : Die große Unbekannte. Opereta de Julius Wilhelm y Gustav Beer. Música de Franz von Suppé. Cranz, Leipzig
- 1928 : Prinzessin Ti-Ti-Pa. Opereta en 3 actos de Gustav Beer y Fritz Lunzer. Música de Robert Stolz. Weinberger, Viena
- 1929 : Die singende Venus. Opereta en 3 actos de Gustav Beer y Fritz Lunzer. Música de Eduard Künneke. Edition Bristol, Viena
- 1933 : Der Bauerngeneral. Opereta en 3 actos de Julius Brammer y Gustav Beer. Música de Oscar Straus. Karczag, Viena
- 1933 : Die Dame mit dem Regenbogen. Opereta en 3 actos de Julius Brammer y Gustav Beer. Música de Jean Gilbert. Karczag, Viena
- 1933 : Frühlingsstürme. Opereta en 3 actos. Texto de Gustav Beer. Música de Jaromír Weinberger. Drei Masken Verlag, Berlín
- 1954 : Arizona-Lady. Opereta en 2 actos. Texto de Alfred Grünwald y Gustav Beer. Música de Emmerich Kálmán. Weinberger, Viena